# Meow (Film)
Meow (Eigenschreibweise: Meow!) ist ein Pornofilm aus dem Jahr 2010. Der Film wurde vom Jennaration X (Jules Jordan Video) produziert. Er erhielt zwei AVN Awards 2011, u. a. in der Kategorie Best All-Girl Release, sowie eine Nominierung.
Jenna Haze führte Regie und war gleichzeitig Darstellerin. Es handelt sich um ein sogenanntes All-Girl-Movie mit rein weiblicher Besetzung.

## Szenengliederung
Der Film hat keine zusammenhängende Handlung, sondern besteht aus sieben erotischen Vignetten, welche folgendermaßen besetzt sind:
- Szene 1: Jenna Haze, Monique Alexander
- Szene 2: Dani Jensen, Faye Reagan
- Szene 3: Charmane Star, Jenna Haze
- Szene 4: Carmen McCarthy, Sophia Santi
- Szene 5: Capri Anderson, Jenna Haze
- Szene 6: Karlie Montana, Zoe Britton
- Szene 7: Jenna Haze, Sophia Santi
- DVD Bonus: Jenna Haze

## Auszeichnungen & Nominierungen
- 2011: AVN Award Gewinner – Best All-Girl Release
- 2011: AVN Award Gewinner – Best All-Girl Couples Sex Scene – Jenna Haze & Monique Alexander
- 2011: AVN Award Nominierung – Best Tease Performance – Capri Anderson

## Fortsetzungen
In den Jahren 2012 und 2013 veröffentlichte Jules Jordan Video die Nachfolger Meow 2 (auch bekannt als Jenna Haze's Meow! 2) und Meow 3, bei denen Jenna Haze ebenfalls Regie führte.